# واغارشاک کوتویان
واغارشاک آهارونی کوتویان (ارمنی: Վաղարշակ Ահարոնի Կոտոյան؛ زاده ۲۴ اوت ۱۹۲۱ - درگذشته ۷ ژوئن ۱۹۹۲) آهنگساز اهل ارمنستان بود. وی بین سال‌های - تا - میلادی فعالیت می‌کرد.

## زندگی‌نامه
وی در ۲۴ اوت ۱۹۲۱ در تفلیس در به دنیا آمد و از کنسرواتوار دولتی کومیتاس ایروان (۱۹۵۳) فارغ‌التحصیل گشت. وی همچنین برنده جوایزی همچون چهره هنری شایسته ارمنستان شوروی (۱۹۶۳) شد. وی در ۷ ژوئن ۱۹۹۲ در سن ۷۰ سالگی در ایروان درگذشت.